# Gennes-sur-Seiche
Gennes-sur-Seiche is een gemeente in het Franse departement Ille-et-Vilaine (regio Bretagne). De plaats maakt deel uit van het arrondissement Fougères-Vitré. Gennes-sur-Seiche telde op 1 januari 2022 943 inwoners.

## Geografie
De oppervlakte van Gennes-sur-Seiche bedroeg op 1 januari 2022 18,5 vierkante kilometer; de bevolkingsdichtheid was toen 51 inwoners per km².

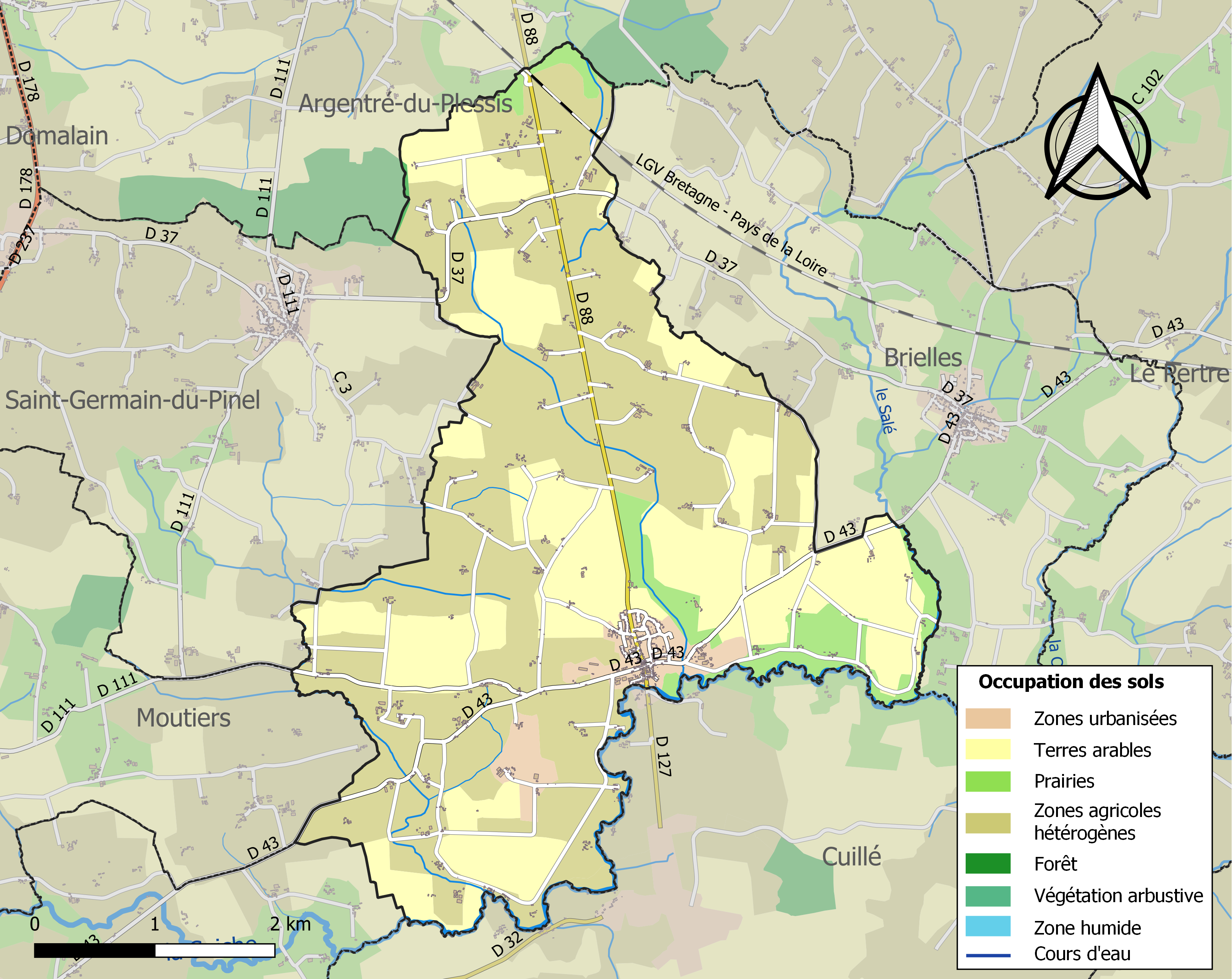
Kaart van de gemeente met belangrijkste infrastructuur, bodemgebruik en omliggende gemeenten

## Demografie
Onderstaande figuur toont het verloop van het inwonertal, bron: INSEE-tellingen. 